# Fernley (Nevada)
Fernley ist eine Stadt im Lyon County im US-Bundesstaat Nevada. Sie befindet sich im Einzugsgebiet der Stadt Reno. Das U.S. Census Bureau hat bei der Volkszählung 2020 eine Einwohnerzahl von 22.895 ermittelt.

## Geschichte
Fernley, gegründet 1904, entwickelte sich hauptsächlich als Landwirtschafts- und Ranching-Gemeinde in der Nähe von Reno. Es ist nicht bekannt, warum der Ort den Namen Fernley trägt. Entscheidend für das frühe Wachstum der Stadt war die Southern Pacific Railroad. Die Gemeindegründung erfolgte 2001. Davor war Fernley ein sogenannter Census-designated place.

## Klima
Das Klima in Fernley ist typisch für Hochwüstengebiete. Der Winter kann kalte Temperaturen und sogar etwas Schnee bringen. Die Sommer sind im Allgemeinen heiß und sehr trocken. Die durchschnittliche jährliche Niederschlagsmenge in Fernley beträgt 130 mm.

## Demografie
Nach einer Schätzung von 2019 leben in Fernley 21.476 Menschen. Die Bevölkerung teilt sich im selben Jahr auf in 83,9 % Weiße, 1,8 % Afroamerikaner, 2,0 % amerikanische Ureinwohner, 1,6 % Asiaten und 5,0 % mit zwei oder mehr Ethnizitäten. Hispanics oder Latinos aller Ethnien machten 19,0 % der Bevölkerung aus. Das mittlere Haushaltseinkommen lag bei 62.929 US-Dollar und die Armutsquote bei 9,9 %.

## Wirtschaft
In Fernley befand sich ab 1999 eines der ersten Lager des Unternehmens Amazon. Die Tesla Gigafactory 1 befindet sich in der Nähe der Stadt.